# Vansoniacris
Vansoniacris is een geslacht van rechtvleugeligen uit de familie Pamphagidae. De wetenschappelijke naam van dit geslacht is voor het eerst geldig gepubliceerd in 1958 door Dirsh.

## Soorten
Het geslacht Vansoniacris  is monotypisch en omvat slechts de volgende soort:
- Vansoniacris rubricornis (Dirsh, 1958)